# I Can Fix Him (No Really I Can)
«I Can Fix Him (No Really I Can)» — песня американской певицы и автора-исполнителя Тейлор Свифт. Она была выпущена 19 апреля 2024 года на лейбле Republic Records в качестве одиннадцатого трека её одиннадцатого студийного альбома The Tortured Poets Department (2024). Песня написана и спродюсирована Свифт и Джеком Антоноффом и представляет собой песню в стиле вестерн и кантри-поп с скудной аранжировкой, в которой используются гитары с тремоло и драм-машина и клавишные. В тексте песни рассказывается о намерении автора «исправить» своего проблемного романтического партнёра, прежде чем она поймёт, что не может этого сделать.
Некоторые критики высоко оценили продюсирование и знойную атмосферу песни, в то время как другие посчитали, что её концепция оказалась неудачной. Песня «I Can Fix Him (No Really I Can)» заняла 20-е место в чарте Billboard Global 200, а также вошла в топ-40 в Австралии, Канаде, Греции, Новой Зеландии, Португалии, Сингапуре и США. Свифт дважды исполнила песню вживую во время тура Eras Tour в 2024 году, во время остановок в Мадриде и Варшаве.

## Предыстория и релиз
На 66-й ежегодной церемонии вручения премии «Грэмми» 4 февраля 2024 года Тейлор Свифт получила награду в номинации «Лучший вокальный поп-альбом» за альбом Midnights (2022). Во время своей речи она объявила, что её одиннадцатый студийный альбом The Tortured Poets Department выйдет 19 апреля. Она работала над альбомом в течение предыдущих двух лет, с тех пор как закончила Midnights, и продолжала работать над ним во время американского этапа тура Eras Tour на фоне публичных сообщений о её разрыве с английским актёром Джо Элвином и коротком романе с английским музыкантом Мэтти Хили. Она описала альбом как «спасательный круг» и то, что ей «действительно было необходимо» сделать. Свифт опубликовала треклист альбома 5 февраля, а песня «I Can Fix Him (No Really I Can)» стала одиннадцатым треком альбома. Песня была выпущена вместе с альбомом 19 апреля 2024 года на лейбле Republic Records.

## Композиция
«I Can Fix Him (No Really I Can)» — трек в стиле вестерн и кантри-поп, экспериментирующий с элементами южной готики и кантри. В нём Свифт поёт в нижнем регистре. Аранжировка трека минимальна и включает в себя редкие, тремоло тванги гитары, фон из драм-машины и клавишных, и реверберированные перкуссионные шлепки, подчёркивающие текст. Вокальные гармонии Свифт подкреплены синтезаторами.
В тексте песни рассказчица уверена в своих силах «исправить» проблемного мужчину, но в конце понимает, что не может этого сделать. Песня содержит сексуальные намёки с использованием образов преступников. В ней также используются образы Бога и небес для описания того, как рассказчица влюбляется в плохого парня: «Они качают головами, говоря: „Боже, помоги ей“/ Когда я говорю им, что он мой мужчина» («They shake their heads sayin», «God, help her»/ When I tell «em he’s my man»).

## Отзывы
Песня получила в целом положительные отзывы от музыкальных критиков. В газете The New York Times Джон Парелес считает, что трек содержит одни из лучших музыкальных моментов в альбоме, а Линдси Золадз выбрала финальную строчку («Woah, maybe I can’t») в качестве одного из своих любимых моментов. Мэри Кейт Карр из The A.V. Club написала, что «I Can Fix Him (No Really I Can)» — один из самых интересных треков альбома в звуковом плане с его «знойной» вибрацией. Мэри Сироки из Consequence оценила его «тоскливые, угрюмые инструменталы», которые сделали его одним из «нескольких замечательных моментов индивидуальности». В рейтинге треков альбома Джейсон Липшутц из Billboard поставил песню на 18-е место из 31, сказав, что Свифт «приятно работать в нижнем регистре» и передавать «полуубежденное чувство» через витиеватые слоги. Однако издание Paste дало отрицательную рецензию, заявив, что хотя трек показывает, что Свифт осваивает музыкальные направления, напоминающие о таких «кантри-отступницах», как Тэмми Уайнетт и Лоретта Линн, он оказался плоским из-за её «самовозвеличивающегося раздувания важности, проглядывающего через сейсмически-пустой бридж».

## Концертные исполнения
Свифт дважды исполняла песню вживую во время своего шестого концертного тура Eras Tour: первый раз под гитару в сочетании с «Sparks Fly» во время шоу 29 мая в Мадриде, а затем снова под гитару в сочетании с «I Can See You» во время шоу 2 августа в Варшаве.

## Участники записи
- Тейлор Свифт — вокал, автор песен, продюсер
- Джек Антонофф — продюсер, автор песен, программирование, перкуссия, Moog Voyager, фортепиано, Juno, Mellotron, бас, акустическая гитара, электрогитара
- Лаура Сиск — звукоинженер
- Оли Джейкобс — звукоинженер
- Кристофер Роу -звукоинженер
- Джек Мэннинг — ассистент звукоинженера
- Джон Шер — ассистент звукоинженера
- Реми Дюмельц — ассистент звукоинженера
- Сербан Генеа — микширование
- Брайс Бордоне — микширование
- Рэнди Меррилл — мастеринг
- Райан Смит — мастеринг винила

## Чарты
| Чарт (2024)                         | Высшая позиция |
| ----------------------------------- | -------------- |
| Австралия (ARIA)                    | 19             |
| Канада (Billboard Canadian Hot 100) | 22             |
| Чехия (Singles Digitál Top 100)     | 91             |
| Франция (SNEP)                      | 151            |
| Мир (Billboard Global 200)          | 20             |
| Греция (IFPI)                       | 40             |
| Новая Зеландия (Recorded Music NZ)  | 21             |
| Португалия (AFP)                    | 40             |
| Сингапур (RIAS)                     | 19             |
| Швеция (Sverigetopplistan)          | 62             |
| США (Billboard Hot 100)             | 20             |

## Сертификации
| Регион                                                                      | Сертификация | Продажи |
| --------------------------------------------------------------------------- | ------------ | ------- |
| Австралия (ARIA)                                                            | Золотой      | 35 000  |
| Данные о продажах + прослушиваниях приведены только на основе сертификации. |              |         |